# Pekka Pohjola
Jussi Pekka Pohjola, född 13 januari 1952 i Helsingfors, död där 27 november 2008, var en finländsk basist och kompositör. Han var son till Ensti Pohjola, far till Verneri Pohjola och kusin till Sakari Oramo. 
Pohjola studerade till en början violinspel vid Sibelius-Akademins ungdomsavdelning, men övergick i tonåren till rockmusiken bland annat som basist i Wigwam. I början av 1970-talet framträdde han som soloartist och kompositör inom progressiv jazz och vann internationell ryktbarhet. Han samarbetade bland annat med den svenska gitarristen Jojje Wadenius och den engelska musikern Mike Oldfield.